# میونگنیم اوسو
این یک نام کره‌ای است؛ نام خانوادگی میونگنیم است.
میونگنیم اوسو (کره‌ای: 명림어수; هانجا: 明臨於漱؛ درگذشته ۲۵۴) نخست‌وزیر امپراتوری گوگوریو در دوران امپراتوری دونگچون و جونگچون بود.

## پیش‌زمینه
میونگنیم اوسو اهل قبیله «یونا» و عضوی از خاندان «میونگنیم» بود و احتمالاً با میونگنیم دپبو، نخستین نخست‌وزیر گوگوریو دارای ارتباط خانوادگی بوده است. گزارش شده است که میونگنیم اوسو قبل از اینکه نخست‌وزیر گوگوریو شود، با سمت «ووته» در دولت گوگوریو خدمت کرده است.

## نخست‌وزیری

### حکومت پادشاه دونگچون
درسال ۲۳۰ میلادی، درسال چهارم سلطنت پادشاه دونگچون، نخست‌وزیر گوگوریو گو اورو درگذشت و میونگنیم اوسو به مقام نخست‌وزیری رسید. او به پادشاه در جنگ گوگوریو-وی کمک کرد.

### حکومت پادشاه جونگچون
گو یونبول، پسر پادشاه دونگچون، پس از مرگ پدرش درسال ۲۴۸ میلادی دوازدهمین امپراتور گوگوریو شد. نخست‌وزیر در آن زمان هنوز میونگنیم اوسو بود. پادشاه جدید درسال ۲۵۰ میلادی به نخست‌وزیر مسئولیت‌هایی در امور نظامی داد. درسال ۲۵۴ میلادی، نخست‌وزیر میونگنیم ائوسو به دلایل نامعلومی درگذشت و اومو، یک نجیب‌زاده از قبیله «بیریو»، جایگزین او شد.